# Bad Girlfriend
«Bad Girlfriend» es una canción de la banda de rock canadiense Theory of a Deadman y es el segundo sencillo de su tercer álbum de estudio Scars & Souvenirs (2008). La letra de la canción describe las circunstancias en las que el cantante y guitarrista Tyler Connolly conoció a su ahora exesposa en un bar de Vancouver. La banda compuso colectivamente la canción que fue producida por Howard Benson.
La canción alcanzó el puesto 42 en la lista Billboard Canadian Hot 100 y el número 75 en la Billboard Hot 100, y fue su primer sencillo en alcanzar el número uno en la lista Billboard Mainstream Rock, lo que lo convirtió en el lanzamiento más exitoso de la banda en los Estados Unidos en el tiempo.

## Antecedentes
"Bad Girlfriend" ha sido definida como una "broma", "melodía de fiesta", con el cantante y guitarrista Tyler Connolly etiquetándola como "canción de stripper". La letra describe los eventos de cuando Connolly conoció a su ahora exesposa, la actriz canadiense Christine Danielle, en un bar llamado The Roxy en Vancouver. Howard Benson produjo la pista y Danielle ayudó en la composición de la letra, incluida la línea de apertura explícita, "My girlfriend's a dick magnet".
El guitarrista Dave Brenner reconoció que el tono "obsceno y divertido" del sencillo no reflejaba la moda habitual de las pistas anteriores, diciendo: "Muestra un lado diferente de Theory of a Deadman. Los álbumes anteriores han sido bastante pesados en cuanto a contenido y este muestra más sentido del humor que Theory of a Deadman...". Connolly también se ha referido a que el sello discográfico despreciaba la canción y no la quería en el álbum.

## Video musical
El video musical de "Bad Girlfriend" fue dirigido por Colin Minihan y muestra a la banda actuando mientras una mujer se va a trabajar a un club de estriptis sin que su pareja lo sepa, quien asiste al club con amigos y se sorprende al ver a su novia bailando en el escenario.

## Posicionamiento en lista
| Pista (2008)                       | Mejor posición |
| ---------------------------------- | -------------- |
| Canada (Canadian Hot 100)          | 42             |
| US Billboard Hot 100 (Billboard)   | 75             |
| US Alternative Airplay (Billboard) | 8              |
| US Mainstream Rock (Billboard)     | 1              |